# Juan O'Donnell
Juan O'Donnell y Vargas (Madrid, 15 de julio de 1864 - Ibidem, 12 de octubre de 1928) fue el III duque de Tetuán, grande de España, III conde de Lucena, coronel de Caballería, director de la Escuela de Equitación militar y gentilhombre de Cámara de Su Majestad. 

## Biografía
Casó en 1896 con Doña María Díaz de Mendoza y Aguado, de los Condes de Lalain y Balazote, Marqueses de Fontanar.
Nació y murió en Madrid. Hijo de Carlos O'Donnell y Abréu, II duque de Tetuán, general procedente del arma de Caballería. 
En 1906 fue miembro del consejo de administración de la Compañía del Norte Africano o Compagnie minière de l'Afrique du Nord, de capital francés, que explotaba las minas de plomo de Monte Afra (Beni Buifrur), cerca de Melilla. Al igual que sucedió con la Compañía Española de Minas del Rif, entre sus socios se encontraban miembros de la élite económica de la época como León Cocagne (Banco Español de Crédito), Alexandre Berthier de Wagram (III príncipe de Wagram) o Edmundo Philippar (Crédit foncier d'Algérie et de Tunisie).
Apoyó en 1923 el golpe de Estado de Primo de Rivera como gobernador de Madrid. Fue Ministro de Guerra en 1924 en el Gobierno presidido por Primo de Rivera durante la guerra del Rif, y miembro del Directorio civil de Primo de Rivera hasta su fallecimiento, cuando fue sustituido por Julio Ardanaz.